# Piaseczno Północne
Piaseczno Północne – dawna wąskotorowa stacja kolejowa w Piasecznie, w województwie mazowieckim, w Polsce. Znajdowała się przy obecnej ul. Chyliczkowskiej, w pobliżu obecnej szkoły. 

## Historia
Stację kolejową oddano do użytku 15 lub 18 września 1896 roku jako stację końcową, wraz z odcinkiem linii wąskotorowej z Klarysewa. W obrębie stacji znajdował się niezachowany budynek dworcowy. 
Stacja została zlikwidowana w trakcie przebudowy linii Kolei Wilanowskiej przeprowadzonej od jesieni 1935 do wiosny 1936 roku, która swoim zakresem prac obejmowała zmianę rozstawu szyn z 800 mm na 1000 mm, połączenie linii z Koleją Grójecką oraz zmianę przebiegu linii na terenie Piaseczna. Zamknięta w maju 1936 roku stacja została zastąpiona przez nowy przystanek osobowy Piaseczno Wąskotorowe Północne, położony około 500 metrów na północ od dotychczasowej stacji.

## Bocznica do cegielni w Gołkowie
W 1898 roku wybudowano bocznicę towarową o rozstawie szyn 800 mm o długości około 5,5 km, odchodzącą od stacji na południowy zachód do cegielni w Gołkowie. Bocznica stanowiła część Kolei Wilanowskiej, zaś w Piasecznie przecinała w poziomie tory Kolei Grójeckiej o rozstawie szyn 1000 mm, przebiegające wtedy przez centralną część osady. Pierwszy pociąg przejechał bocznicą 18 maja 1898 roku, zaś oficjalne jej otwarcie odbyło się 6 lipca 1898 roku. 
Bocznica była wykorzystywana jedynie do przewozu towarów. 
W grudniu 1898 roku bocznica do cegielni w Gołkowie została sprzedana spółce, której własnością 
była Kolej Grójecka. Bocznicę przebudowano zmieniając jej rozstaw szyn na 1000 mm. Zmieniono także jej przebieg. Została odłączona od stacji Piaseczno Północne i Kolei Wilanowskiej, a następnie połączona z linią Kolei Grójeckiej na nowej stacji Piaseczno Miasto Wąskotorowe. Przebudowaną bocznicę otwarto ponownie wyłącznie dla ruchu towarowego 18 sierpnia 1900 roku wraz z linią obwodową Piaseczna, przeniesioną z centrum osady po pożarze wywołanym przez iskry z parowozu na wiosnę 1900 roku, oraz nową linią pasażerską z Piaseczna do Góry Kalwarii. Od 10 kwietnia 1914 roku, po wybudowaniu na dawnej bocznicy przystanków osobowych oraz jej przedłużeniu do Grójca, pełni ona funkcję linii kolejowej Piaseczno–Grójec. 